# Voltaire (métro de Paris)
Pour les articles homonymes, voir Voltaire (homonymie).
Voltaire est une station de la ligne 9 du métro de Paris, située dans le 11e arrondissement de Paris.

## Situation
La station est implantée sous la place Léon-Blum, au cœur du quartier de la Roquette, et orientée nord-ouest/sud-est selon l'axe du boulevard Voltaire. Située approximativement à mi-parcours de ce dernier, elle s'intercale entre les stations Saint-Ambroise et Charonne.

## Histoire
La station est ouverte le 10 décembre 1933 avec la mise en service du cinquième prolongement de la ligne 9, depuis le terminus provisoire de Richelieu - Drouot jusqu'à Porte de Montreuil.
Elle doit sa dénomination à son implantation sous le boulevard Voltaire d'une part et l'ancienne place Voltaire d'autre part, ces deux voies rendant hommage à l'écrivain et philosophe français François-Marie Arouet, connu sous le nom de Voltaire (1694-1778), qui a marqué le XVIIIe siècle.
La station porte comme sous-titre Léon Blum à la suite du changement de nom en 1957 de la place précitée, rebaptisée en l'honneur de Léon Blum (1872-1950), homme d'État français et figure du socialisme. Ce sous-titre ne figure cependant pas sur les plans.
Avec Pont-Neuf sur la ligne 7 et Ledru-Rollin sur la ligne 8, la station est l'une des trois du réseau choisies en tant que prototypes du style décoratif « Andreu-Motte », dont les composants sont testés dès 1974 sur les quais. Elle constitue alors le modèle des stations traitées en jaune. Les faïences d'origine sont conservées à l'exception de la céramique murale incorporant le nom de la station, remplacée par des plaques nominatives émaillées aux dimensions plus réduites.
Dans le cadre du programme « Renouveau du métro » de la RATP, la station est rénovée le 3 avril 2007, ses quais perdant à cette occasion une partie de leur style décoratif avec le retrait des banquettes en maçonnerie, des carreaux jaunes plats qui recouvraient ces dernières ainsi que les débouchés des couloirs, et des sièges « Motte » au profit d'assises « Akiko » de même teinte.

### Fréquentation
Selon les estimations de la RATP, la station a vu entrer 4 975 145 voyageurs en 2019, ce qui la place à la 84e position des stations de métro pour sa fréquentation. En 2020, avec la crise du Covid-19, son trafic annuel tombe à 2 572 383 voyageurs, ce qui la classe alors au 81e rang, avant de remonter progressivement en 2021 avec 3 454 006 entrants comptabilisés, la reléguant cependant à la 82e position des stations du réseau pour sa fréquentation cette année-là.

## Services aux voyageurs

### Accès
La station dispose de six accès, dont les cinq premiers sont constitués d'un escalier fixe agrémenté d'une balustrade et d'un candélabre en fer forgé dans le style Dervaux des années 1930 :
- l'accès no 1 « Place Léon-Blum » débouchant à l'angle de la rue de la Roquette et du boulevard Voltaire, au droit du no 109 de ce dernier ;
- l'accès no 2 « Boulevard Voltaire » se trouvant sur le trottoir impair du boulevard précité face au no 111, au sud-est de la place Léon-Blum ;
- l'accès no 3 « Rue Richard-Lenoir » se situant sur le trottoir pair du boulevard Voltaire au droit du no 130, entre la place Léon-Blum et la rue Richard-Lenoir ;
- l'accès no 4 « Rue Sedaine » débouchant sur le trottoir pair du boulevard face au no 128, entre la place Léon-Blum et la rue Sedaine ;
- l'accès no 5 « Mairie du 11e » se trouvant sur le trottoir impair du boulevard, à l'angle de la mairie du 11e arrondissement au nord-ouest de la place ;
- l'accès no 6 « Square Denis-Poulot », constitué d'un escalier mécanique montant permettant uniquement la sortie depuis le quai en direction de Mairie de Montreuil, se situant sur le trottoir pair du boulevard au droit du square précité.

Seules les entrées no 1 à 3 sont directement reliées au hall d'accueil de la station, lequel abrite un buste de Voltaire exposé à l'intérieur d'une niche creusée dans un piédroit.

Accès à la station
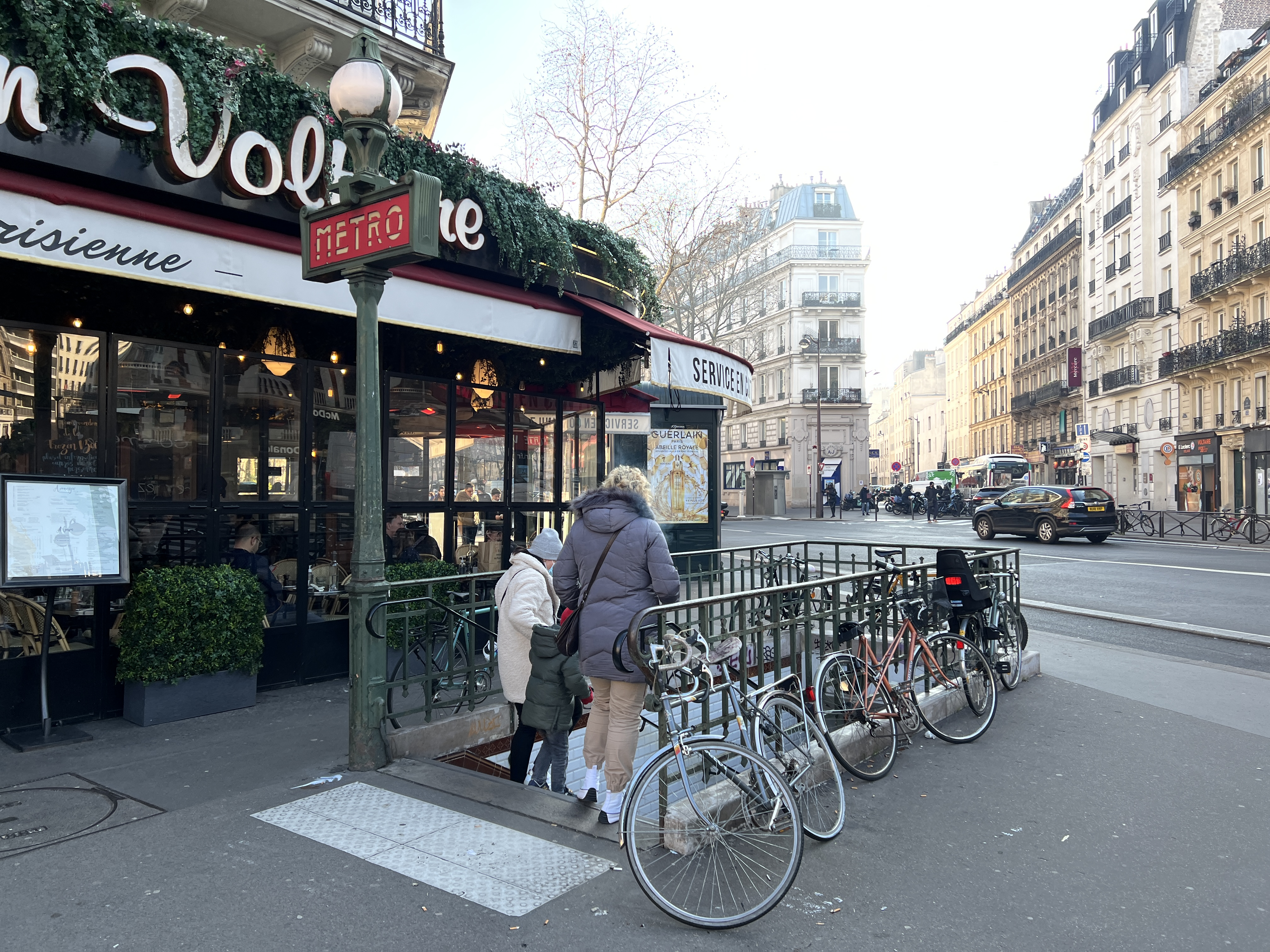
L'accès no 1, « Place Léon-Blum ».
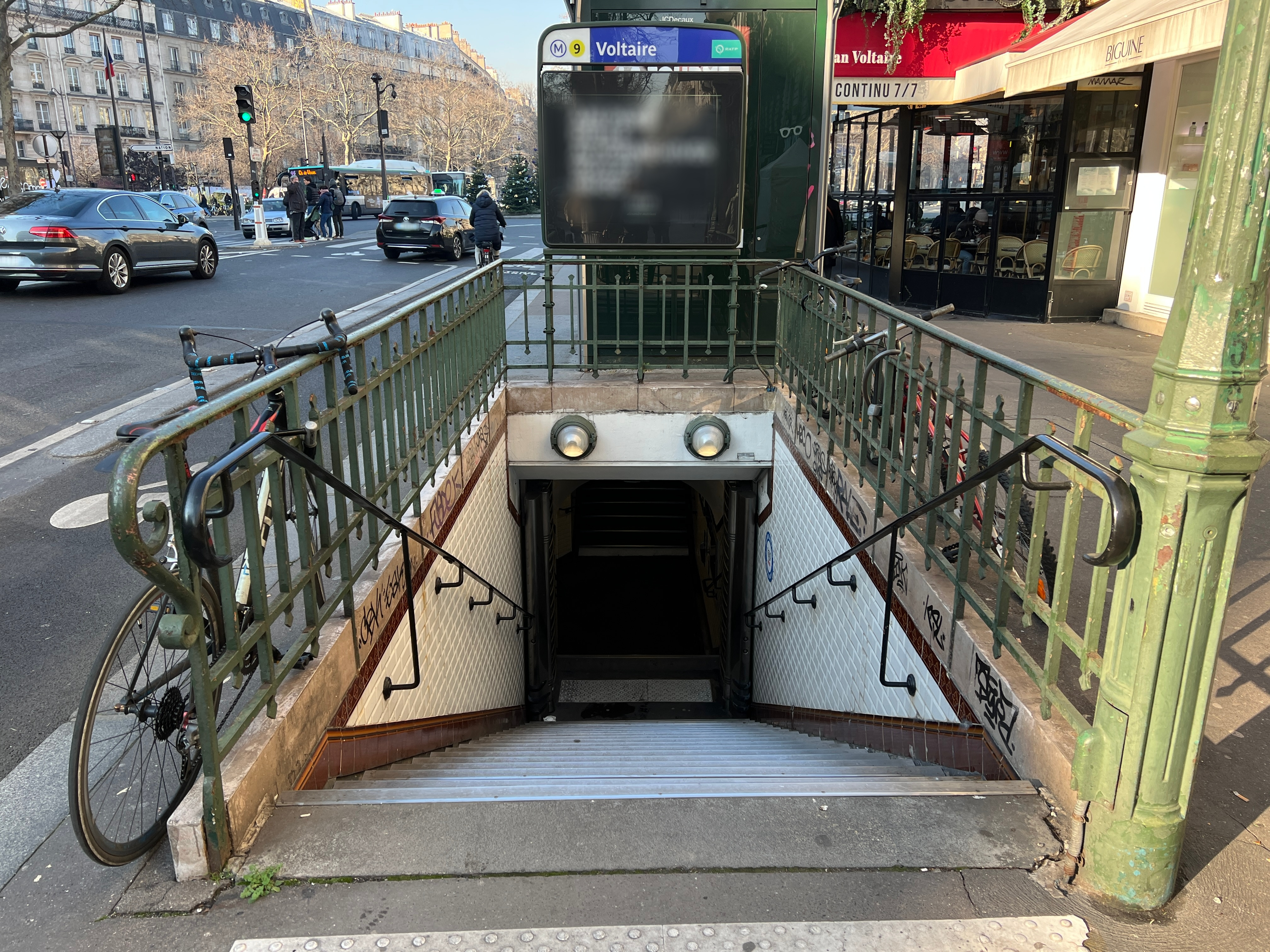
L'accès no 2, « Boulevard Voltaire ».
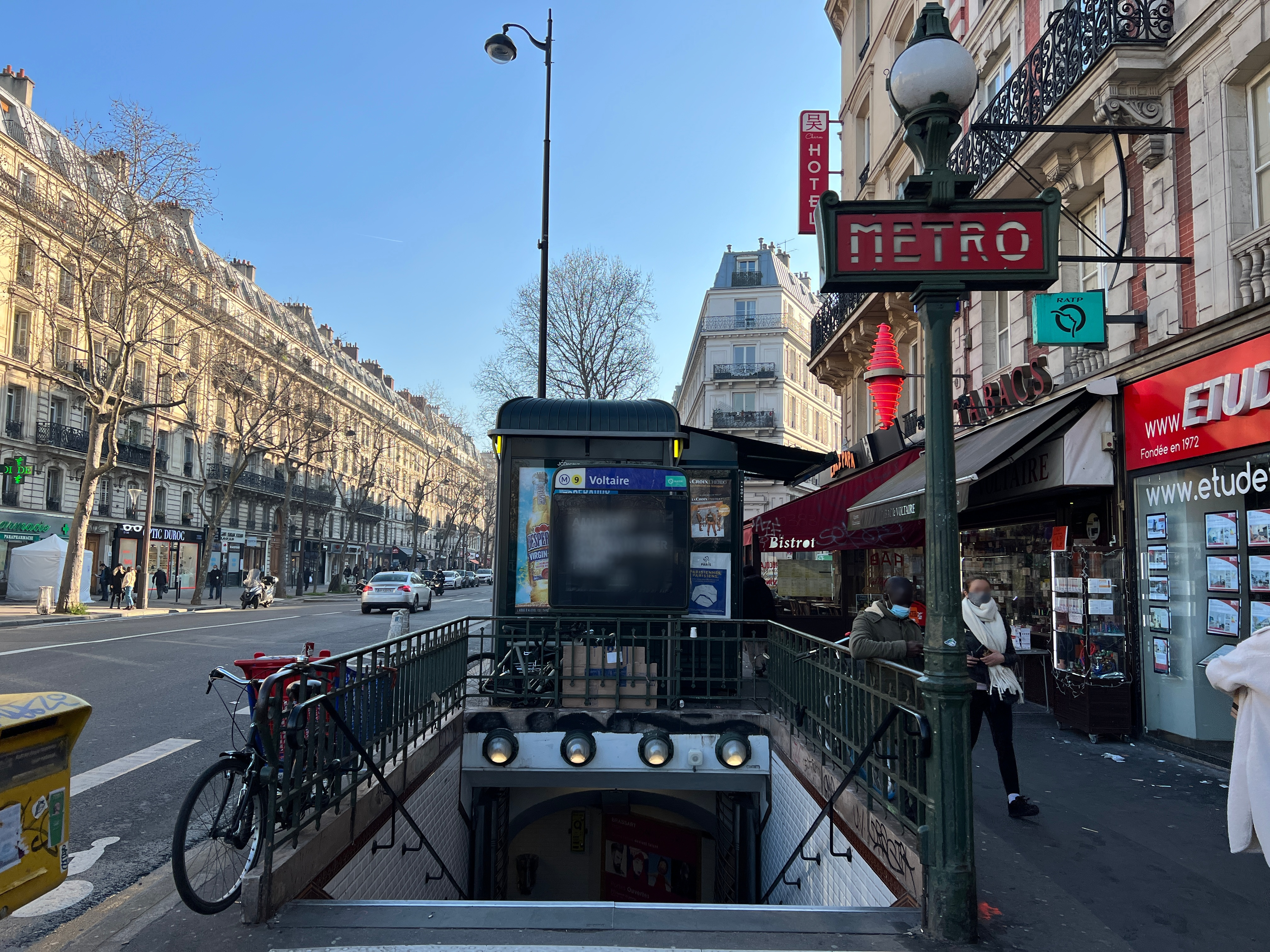
L'accès no 3, « Rue Richard-Lenoir ».
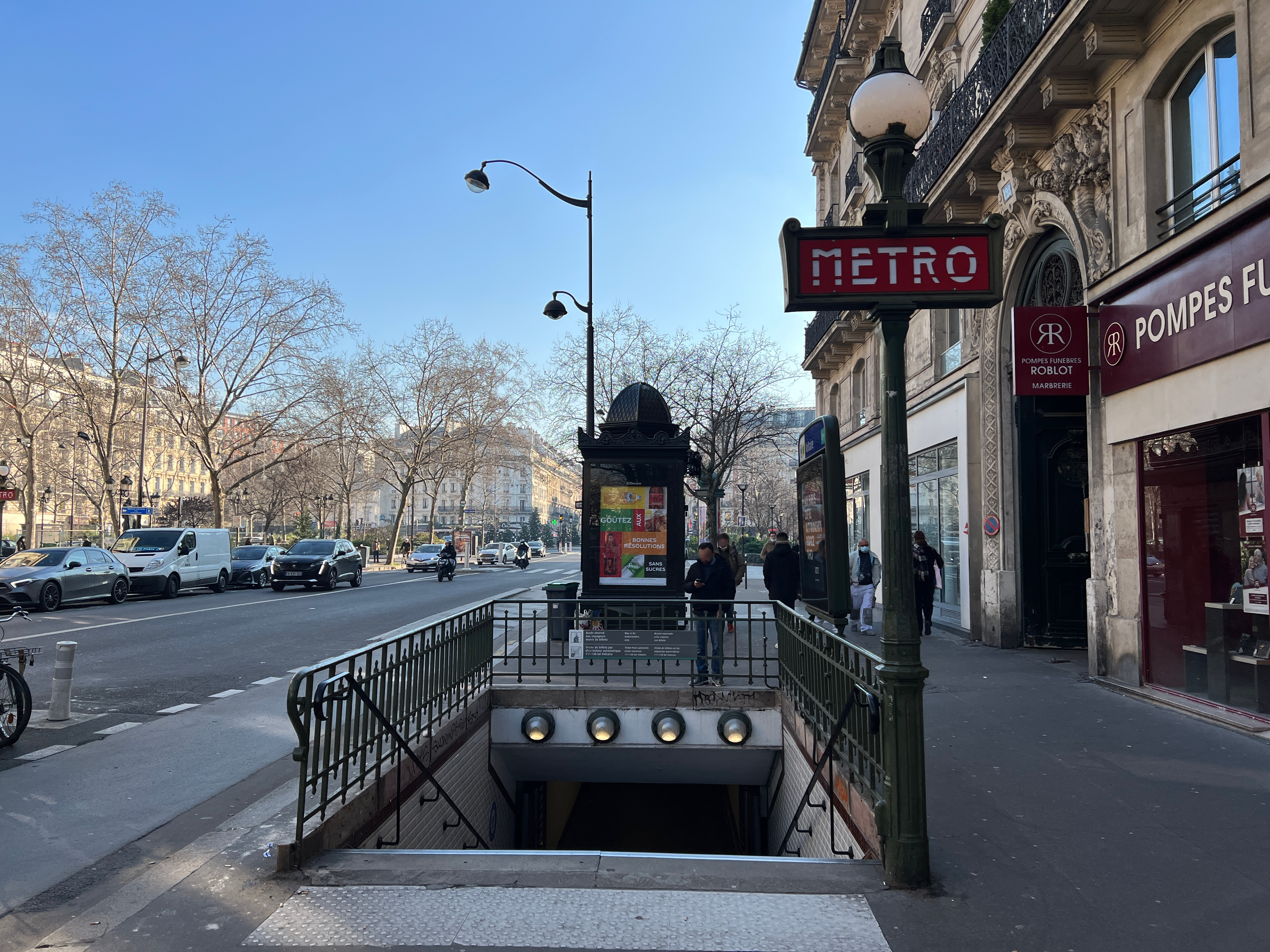
L'accès no 4, « Rue Sedaine ».
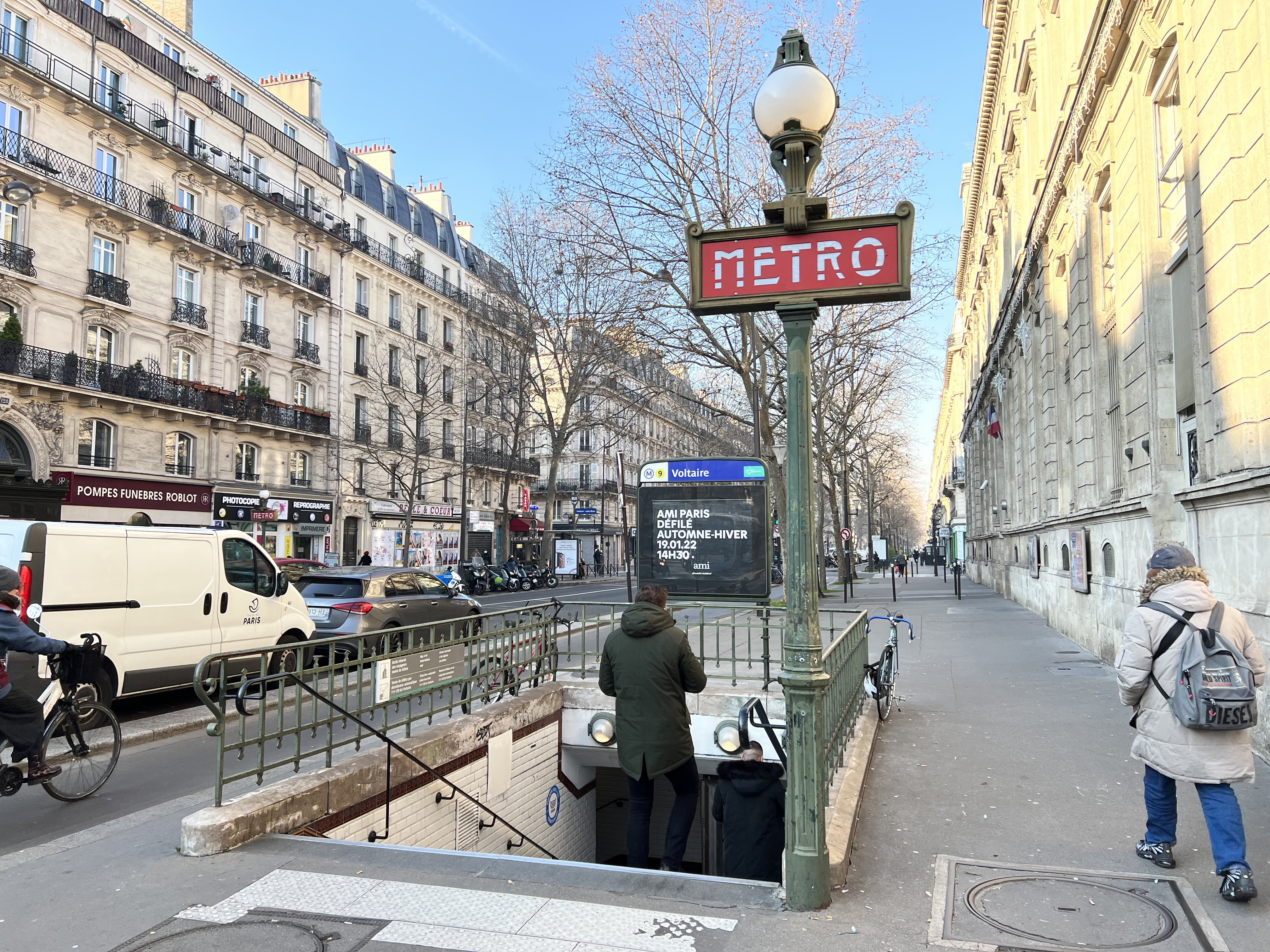
L'accès no 5, « Mairie du 11e ».
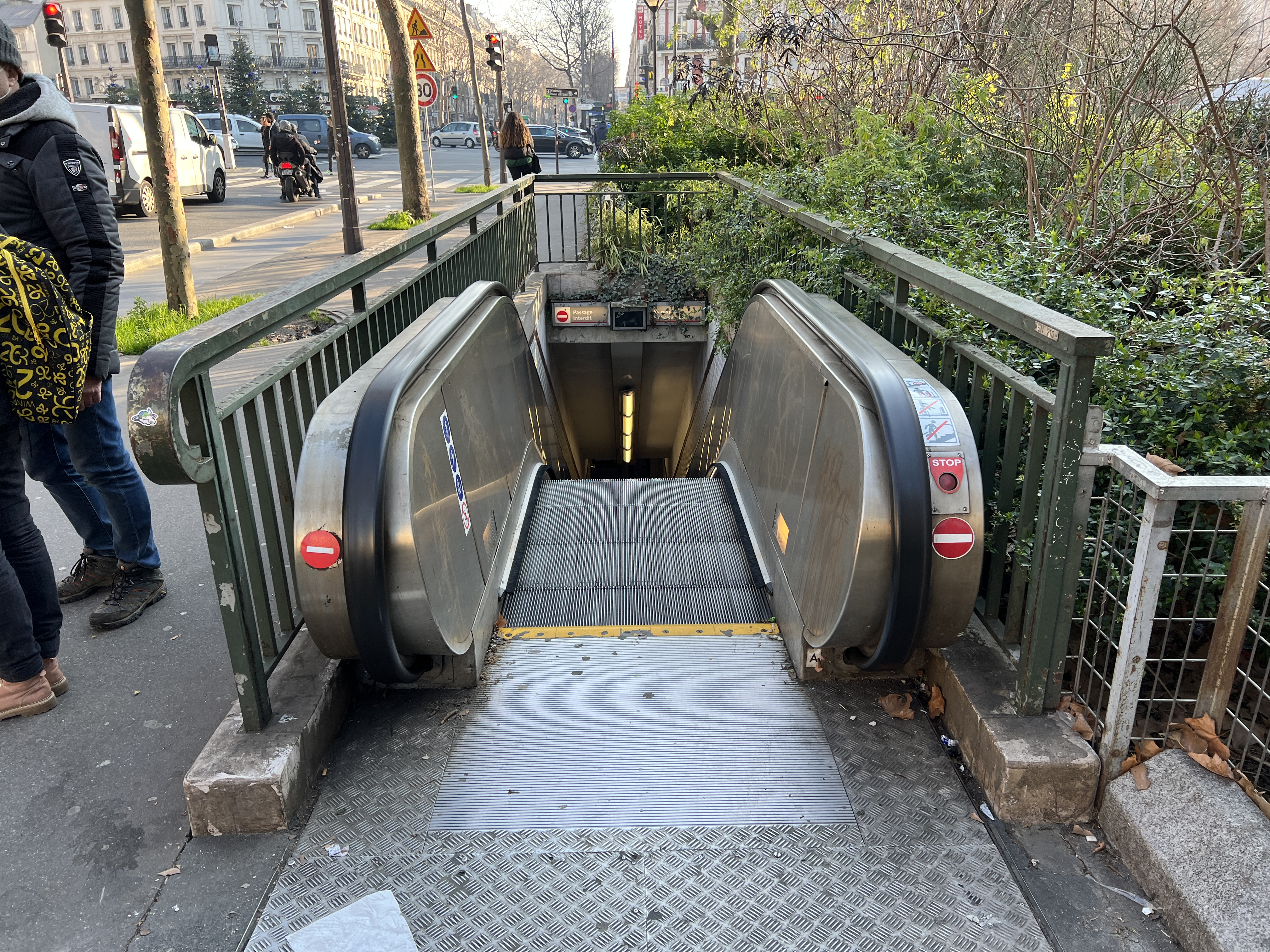
La sortie no 6, « Square Denis-Poulot ».

### Quais
Voltaire est une station de configuration standard pour le métro de Paris : elle possède deux quais, d'une longueur de 105 mètres, séparés par les voies du métro situées au centre et la voûte est elliptique. La décoration est de style « Andreu-Motte », mais dont seules subsistent les deux rampes lumineuses jaunes, auxquels sont assortis les sièges « Akiko » de même couleur. Les carreaux en céramique blancs biseautés recouvrent les piédroits, la voûte, les tympans ainsi que les débouchés des couloirs. Les cadres publicitaires sont en faïence de couleur miel à motifs végétaux, selon le style décoratif d'entre-deux-guerres de la CMP d'origine, et le nom de la station est inscrit en police de caractères Parisine sur des plaques émaillées. La station est ainsi une des rares du réseau à associer des entourages publicitaires en céramique moulurée de style « CMP » à des plaques nominatives émaillées, avec les stations Porte Maillot (ligne 1), Porte des Lilas (lignes 3 bis et 11), Daumesnil (ligne 8) et Filles du Calvaire (ligne 8).

Quais de la station
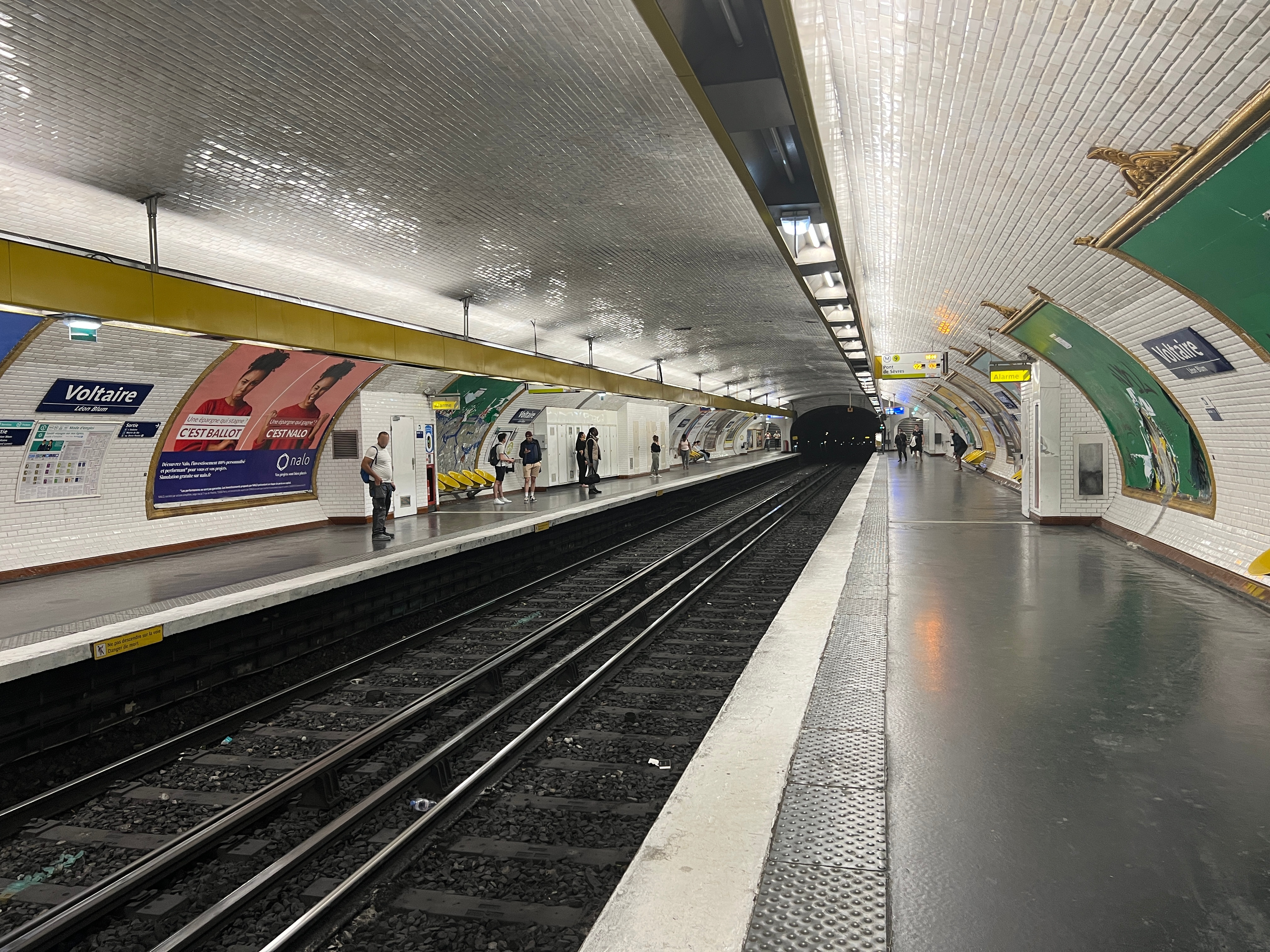
Vue d'ensemble des quais en direction de Pont de Sèvres.
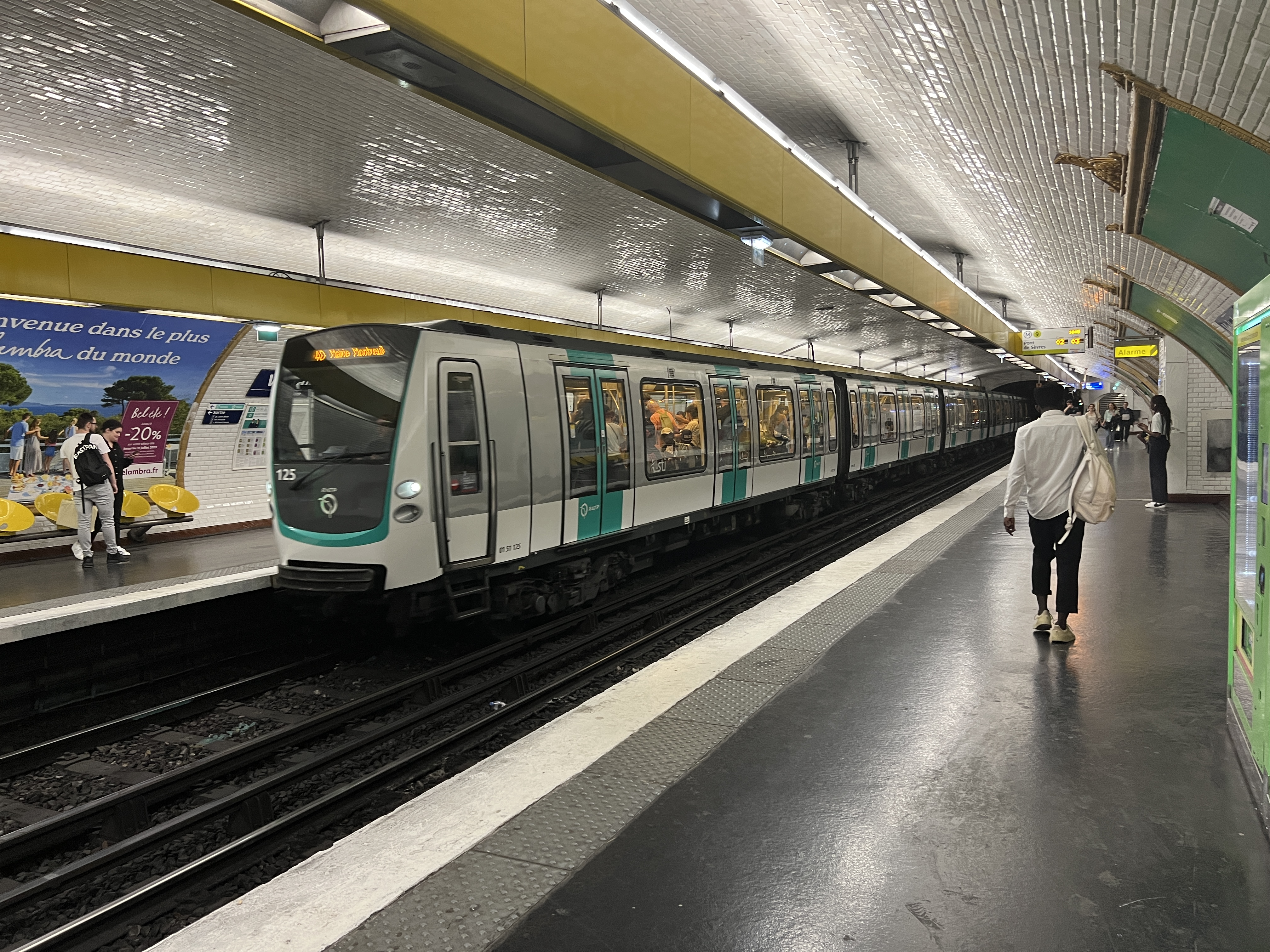
Arrivée d'une rame MF 01 pour Mairie de Montreuil.
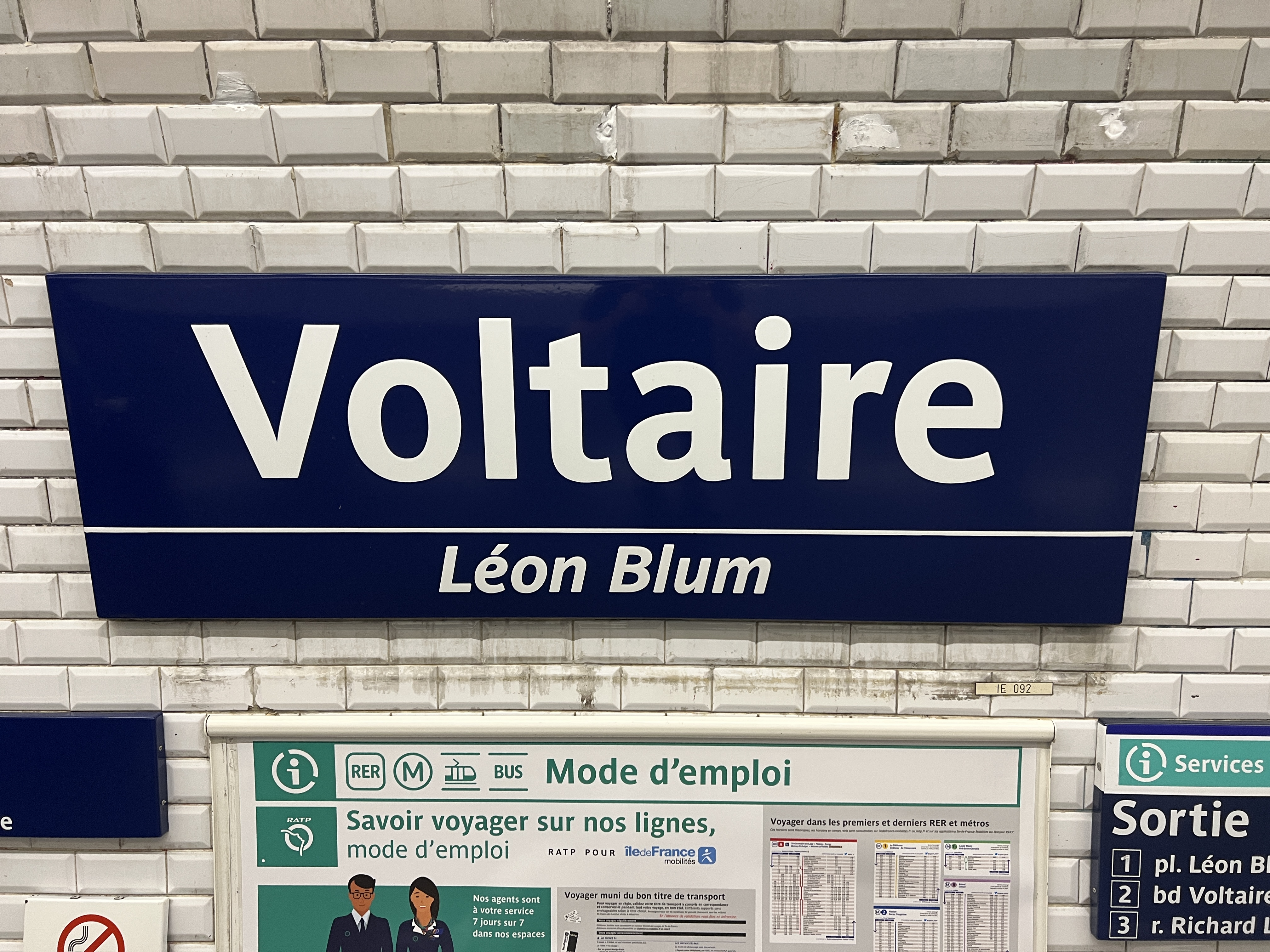
Plaque émaillée indiquant le nom de la station et son sous-titre.

### Intermodalité
La station est desservie par les lignes 46, 56, 61 et 69 du réseau de bus RATP ainsi que, la nuit, par les lignes N16 et N34 du réseau de bus Noctilien.

## À proximité
- Mairie du 11e arrondissement
- Square Olga-Bancic
- Gymnase Japy
- Théâtre du Temps
- Square Jean-Allemane
- Square de la Roquette
- Square Francis-Lemarque
- Jardin Louise-Talbot-et-Augustin-Avrial
- Atelier des Lumières
- Square Maurice-Gardette